# Vesna Škare-Ožbolt
Pour les articles homonymes, voir Skare et Ozbolt.
Vesna Škare-Ožbolt, née le 20 juin 1961 à Osijek, est une femme politique croate. Elle est occupe le poste de ministre de la Justice de 2003 à 2006.

## Carrière
Avant les premières élections démocratiques de 1990, elle travaille dans le système judiciaire croate. Dans les années 1990, elle rejoint l'Union démocratique croate (HDZ) et devient l'une des conseillères du président Franjo Tuđman.
À la fin des années 1990, elle mène des négociations menant à l'intégration pacifique de la Slavonie orientale, de la Baranja et de la Syrmie occidentale à la Croatie. Après la défaite du parti HDZ aux élections législatives de 2000, Vesna Škare-Ožbolt, largement perçue comme une modérée, quitte ce parti et suit Mate Granić au nouveau Centre démocratique (DC),.
Trois ans plus tard, elle remporte un siège au Parlement, qui s'avère être le seul pour son parti. Après la démission de Granić, elle prend la direction du Centre démocratique et rejoint le cabinet d'Ivo Sanader en tant que ministre de la justice. Elle est la seule ministre ne faisant pas partie du HDZ au sein du gouvernement.
Le système judiciaire croate est généralement perçu comme l'une des branches les plus corrompues et les plus inefficaces du gouvernement. Vesna Škare-Ožbolt lance une campagne de réforme très médiatisée, notamment en essayant de numériser les registres fonciers, alors inaccessibles.
Le 10 février 2006, Ivo Sanader remercie Vesna Škare-Ožbolt et la remplace par Ana Lovrin, membre du HDZ. Le Centre démocratique n'obtient aucun siège aux élections législatives de novembre 2007. À l'été 2009, elle annonce sa candidature à l'élection présidentielle croate de 2009-2010. Elle obtient 1,89% des voix au premier tour et est éliminée.